# 车队管理
车队管理是企业管理运输车队的方法。车队管理包括商务机动车例如，轿车、面包车、卡车等，以及有轨车辆。车管可包括一系列功能、例如汽车投资、汽车维护、企业电控(跟踪和查询)、司机管理、速度管理、燃料管理以及安全和健康管理等。车队管理让企业可以通过交通，降低或避免汽车投资方面的风险，提高商业效率、生产力并减少总体运输时间和人数。可保证100%符合政府规定的法律法规等。这些方法可由公司内部的车队管理，或者将其外包给专门的车队管理公司。根据独立分析机构Berg Insight的报告称，在欧洲的商业公司中，车队管理的车辆将从150万增加到2014年的400万部车辆。尽管整体的覆盖幅度还只有百分之几，但是在一些部门，例如道路交通行业，车队管理系统已经被30%以上的公司采用。

## 汽车跟踪
参见: 汽车跟踪系统
所有车队管理中最基本的是汽车跟踪系统，该系统通常是以GPS为基础实现，但也可以是基于GLONASS系统，或者是手机三角测量平台实现的。

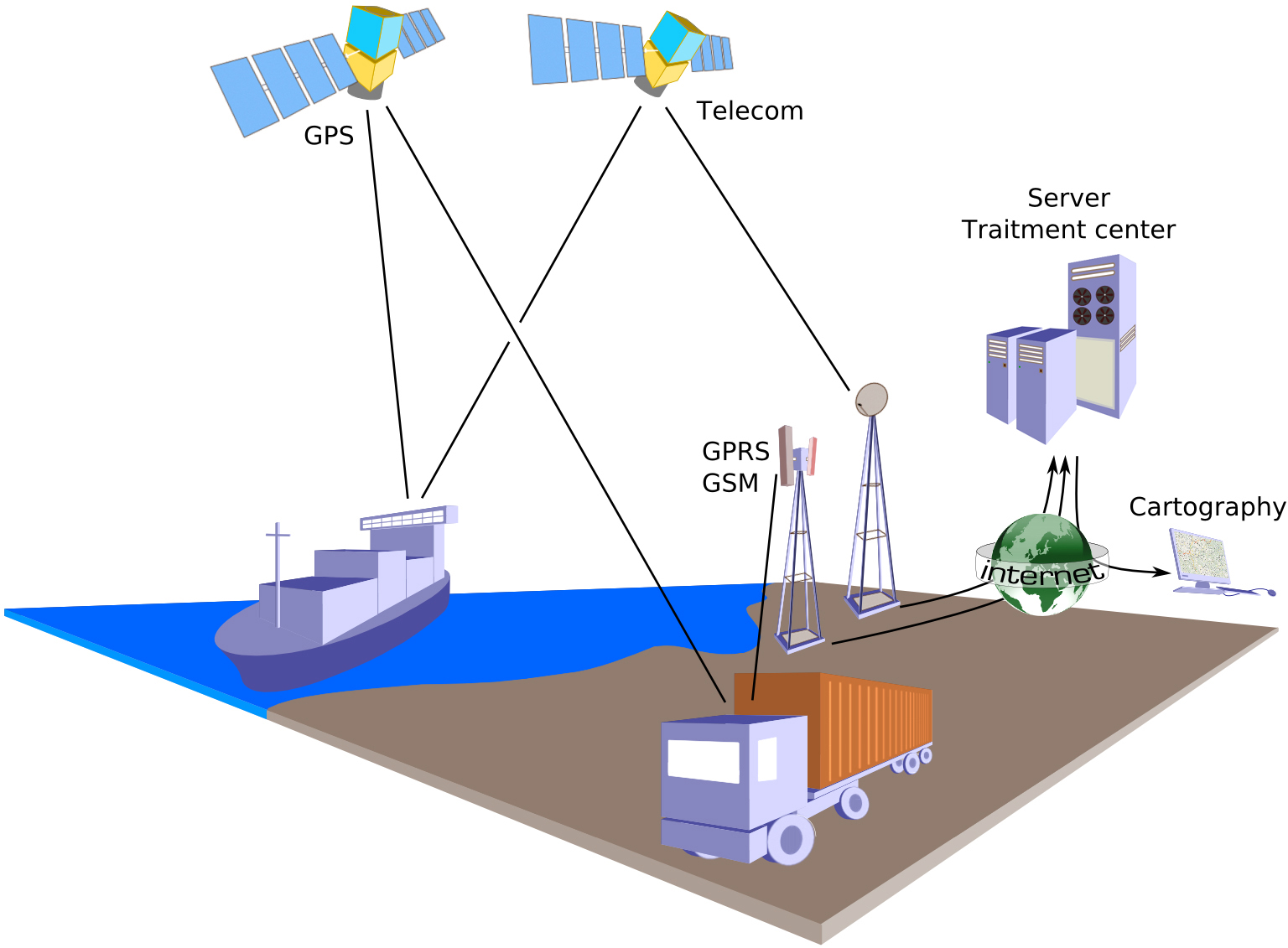
GPS的车辆跟踪系统，通过GSM/GPRS网络和手机实现数据交流。

## 车队管理软件
参见: 车队管理软件